# Medalla Pedro Pascasio Martínez de Ética Republicana
La Medalla Pedro Pascasio Martínez de Ética Republicana es una condecoración de carácter honorífico y vitalicio. Es otorgada previa selección realizada en sesión conjunta de las Comisiones de Ética de Senado de la República y de la Cámara de Representantes, por la Excelencia como un colombiano o colombiana, menor de 25 años que, a través de iniciativas individuales o colectivas, haya trabajado en la recuperación de los valores éticos ciudadanos que conduzcan a la prevención de la corrupción. Este reconocimiento es otorgado anualmente y se entrega durante el mismo acto de imposición de la Medalla Luis Carlos Galán de Lucha Contra la Corrupción.

## Historia
Mediante la Ley 668 de 30 de julio de 2001 y con ocasión de la declaración del 18 de agosto como Día Nacional de la Lucha Contra la Corrupción en Colombia, el Gobierno de Colombia llevará a cabo una campaña de sensibilización y difusión de los valores éticos que deben inspirar la transformación moral de la República, recordando la lucha ejemplar que en defensa de los intereses del país y en contra de la corrupción efectuó el doctor Luis Carlos Galán y por la historia de ejemplar ejercicio y comportamiento del niño soldado Pedro Pascasio Martínez.
En ese sentido, el Congreso de la República de Colombia, creó la "Medalla Luis Carlos Galán de Lucha Contra la Corrupción", con su nombre y efigie impresos en alto relieve, que deberá entregarse el día 18 de agosto de cada año, previa selección realizada en sesión conjunta de las Comisiones de Ética del Senado de la República y de la Cámara de Representantes, a la persona natural o jurídica que haya trabajado de manera ejemplar en la lucha contra la corrupción.
Así mismo, se creó la "Medalla Pedro Pascasio Martínez de Ética Republicana", con el nombre y la efigie del niño soldado, que deberá entregarse el día 18 de agosto de cada año, previa selección realizada en sesión conjunta de las Comisiones de Ética de Senado de la República y de la Cámara de Representantes, a un colombiano o colombiana, menor de 25 años que, a través de iniciativas individuales o colectivas, haya trabajado en la recuperación de los valores éticos ciudadanos que conduzcan a la prevención de la corrupción.
Ambas condecoraciones, son entregadas el mismo día en acto solemne, dirigido por las Comisiones de Ética de Senado de la República y de la Cámara de Representantes.

## Requisitos

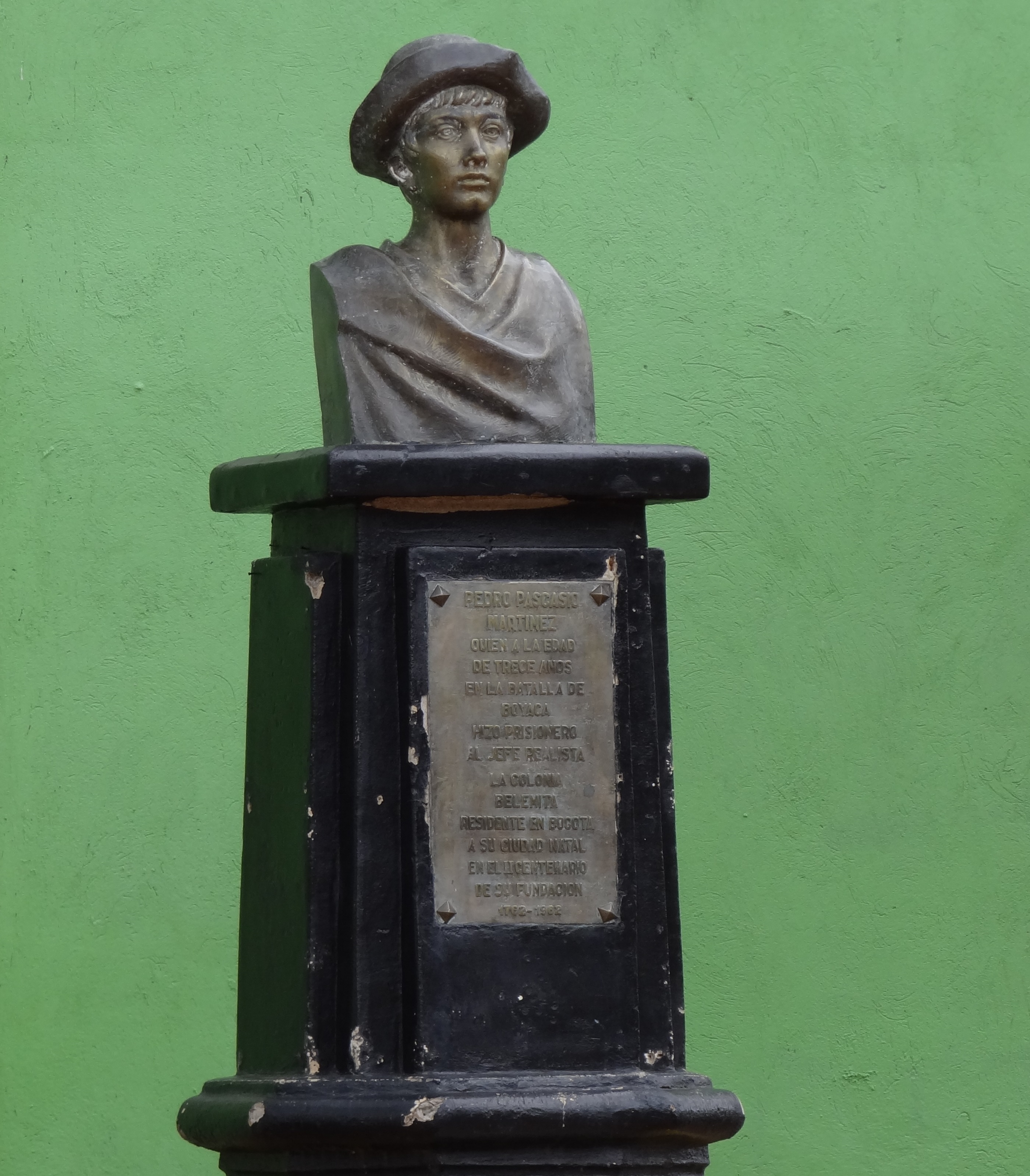
Monumento dedicado a Pedro Pascasio Martínez parque Belén Boyacá.

La Medalla Pedro Pascasio Martínez de Ética Republicana podrá concederse a personas naturales, de nacionalidad colombiana y menores de 25 años al momento de la postulación. También podrá concederse a título póstumo. Las Comisiones de Ética de Senado de la República y de la Cámara de Representantes, realizarán previo informe de Comisión Accidental, una evaluación de los perfiles de los candidatos, validando sus calidades, los servicios y/o iniciativas, méritos, ejecutorias, obras, estudios, investigaciones, aportes, logros, distinciones y reconocimientos en la lucha contra la corrupción, así como los soportes que confirmen la veracidad de los mismos.

## Descripción
La Medalla consiste en un disco con el nombre y la efigie del niño soldado, así como la inscripción «Medalla Pedro Pascasio Martínez de Ética Republicana». La Medalla penderá de una cinta para poder llevarla en el cuello. Será entregada por el Batallón Guardia Presidencial e impuesta por los Presidentes de las Comisiones de Ética de Senado de la República y de la Cámara de Representantes, en acto solemne y protocolario.

## Condecorados
| Año  | Región       | Nombre Condecorado                                                                                    |
| ---- | ------------ | --- |
| 2003 |              | No hubo condecorado                                                                                   |
| 2005 | Bogotá       | Teniente de Corbeta Francisco Fener Chavarro Correa y Marinero Segundo Dagoberto Enrique Verdugo Díaz |
| 2006 | Medellín     | Juan José Castaño Vergara                                                                             |
| 2007 | Bogotá       | Patrullero de la Policía Nacional Edwin Hernán Carrera Rojas                                          |
| 2008 | Bogotá       | Patrullero de la Policía Nacional Félix Fabián Guapacha Vásquez                                       |
| 2009 | Quibdó       | Jhoan Andrés Hurtado Mosquera                                                                         |
| 2010 | Atlántico    | Subteniente de Infantería de Marina Diego Adolfo García Angarita                                      |
| 2011 |              | Elección desierta                                                                                     |
| 2012 | Cali         | Patrullero de la Policía Nacional Luis Hernán Quintero García                                         |
| 2013 |              | Elección desierta                                                                                     |
| 2014 | Cali         | Juan Manuel Collazos Rozo                                                                             |
| 2015 | Amazonas     | Patrullera de la Policía Nacional Mileidy Panaifo Amia                                                |
| 2016 | La Cumbre    | Patrullero de la Policía Nacional Harold Andrés Romo Zambrano                                         |
| 2017 | Barranquilla | Patrullero de la Policía Nacional Edwin Hernán Acuña Moreno                                           |
| 2018 | Acacías      | Carol Natalia Parra Carrillo                                                                          |
| 2019 | Bogotá       | Patrullera de la Policía Nacional Verónica Paola Hurtado Ardila                                       |
| 2020 | Abejorral    | Ellen Mejía Jiménez                                                                                   |
| 2021 | Armenia      | Jesús David Bautista Gutiérrez                                                                        |
| 2022 | Itagüí       | Juan Andrés Fernández Restrepo                                                                        |
| 2023 | Bogotá       | Subintendente FAC Brean Steween González Espinosa                                                     |
| 2024 |              | Elección desierta                                                                                     |